# Lance Loud
Alanson Russell "Lance" Loud (26 de junho de 1951 – 22 de dezembro de 2001) foi uma personalidade da televisão americana, colunista de revista e artista de rock-n-roll new wave. Loud é mais conhecido por sua aparição em 1973 em An American Family, um reality show pioneiro na televisão que contou com sua revelação, levando ao seu status como um ícone na comunidade gay.

## Juventude
Loud nasceu em La Jolla, San Diego, Califórnia, em 26 de junho de 1951, enquanto seu pai estava na Marinha dos Estados Unidos. Ele passou sua primeira infância com seus pais e quatro irmãos em Eugene, Oregon, e sua infância e adolescência posteriores em Santa Bárbara, Califórnia. Durante sua adolescência, Loud descobriu Andy Warhol, The Factory e The Velvet Underground. Mais tarde, ele se tornou amigo de correspondência de Warhol.
Quando adolescente, Kristian Hoffman dirigiu Loud até Haight-Ashbury para investigar a renomada cena cultural do bairro de São Francisco e explorar a cena gay de lá. Então Kristian dirigiu e Lance o guiou até Altamont Raceway Park para assistir ao Altamont Free Concert, mais tarde tema do documentário Gimme Shelter.

## An American Family

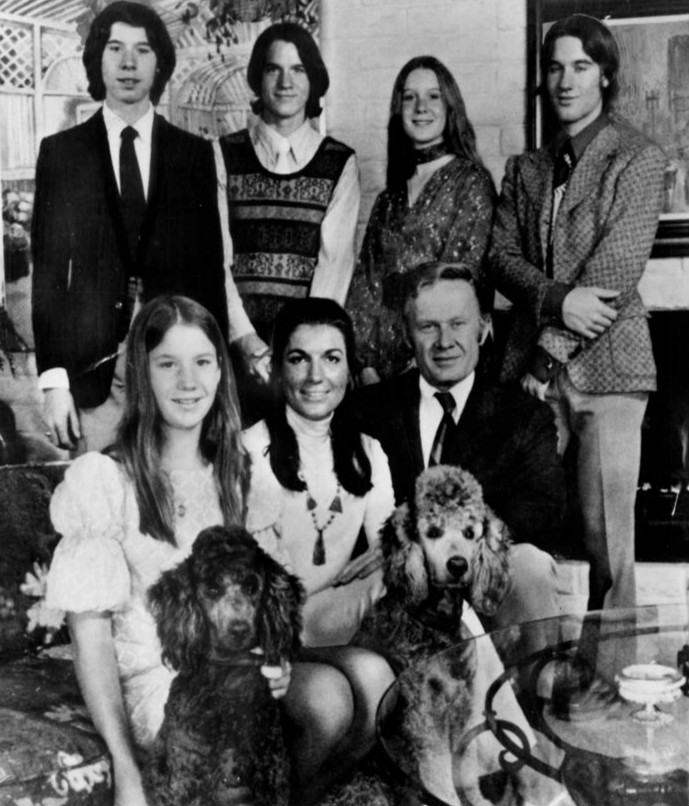
A Família Loud em 1973 (Lance no canto superior direito)

A fama de Loud veio com An American Family, um documentário sobre a vida de sua família, que foi transmitido nos Estados Unidos pela PBS em 1973, atraindo 10 milhões de telespectadores e causando considerável polêmica. O show foi baseado em Santa Bárbara, Califórnia.
Loud mudou-se para Nova Iorque, impulsionado por sua obsessão pelo The Velvet Underground e pela cena Warhol. Ele se tornou um frequentador assíduo do Max's Kansas City e participou das produções de Charles Ludlam no La Mama, com atores como Jackie Curtis (que mais tarde se tornou um amigo próximo da família Loud) e Holly Woodlawn. Logo após o término da série, Loud apareceu no The Dick Cavett Show, tocando com uma versão funcional do que mais tarde se tornaria a banda "The Mumps" (que naquele momento incluía seus irmãos Delilah, Michelle e Kevin na formação), sob o nome "Loud". Ele afirmou na época que achava que os cineastas haviam editado a série intencionalmente para fazê-lo parecer desagradável e irritante.
Loud se tornou um ícone gay ao ter sua homossexualidade revelada ao público nacional durante o documentário. Sua orientação sexual se tornou um tópico de controvérsia nacional e escrutínio da mídia após várias aparições em Dick Cavett e outros talk shows, mas o feedback positivo e agradecido da comunidade gay levou Loud a abraçar esse papel com paixão e humor extravagante, muitas vezes autodepreciativo.

## The Mumps
Loud reagrupou sua banda, chamada The Mumps, junto com o amigo da Santa Barbara High School Kristian Hoffman (também apresentado em An American Family), Rob Duprey (mais tarde da Iggy Pop Band), o ex-aluno do ensino médio Jay Dee Daugherty (mais tarde da Patti Smith Group e The Church) e Aaron Kiley. Daugherty e Kiley logo foram substituídos no que se tornaria a formação de longo prazo do The Mumps: Lance Loud, Kristian Hoffman, Rob Duprey, Kevin Kiely e Paul Rutner.
The Mumps foi uma banda popular no circuito Max's Kansas City e CBGB, bem como em outros clubes americanos, por quase cinco anos. Eles tocaram em shows com bandas de rock e punk rock como Television, Talking Heads, Ramones, Blondie, Milk 'N' Cookies, The Cramps, Cheap Trick, e Van Halen. Apesar dessa popularidade e de dois 45s independentes e aclamados pela crítica, eles não conseguiram garantir um contrato com uma grande gravadora. Duas compilações de suas músicas foram lançadas: Fatal Charm (Eggbert Records, 1994), e uma compilação de CD/DVD de 2 discos ricamente ilustrada e remasterizada, How I Saved The World, em 2005. Os livretos do CD contêm afetuosos homenagens de membros do Cramps, Sparks, R.E.M., New York Dolls, Blondie, Dramarama, The Go-Go's, Danzig, Devo, Patti Smith Group e The Screamers, bem como elogios de Danny Fields, Jayne County, Rufus Wainwright e Paul Reubens, ajudando a garantir ao The Mumps um lugar na história musical.
Loud escreveu uma coluna mensal na influente revista Rock Scene, onde fazia reportagens sobre seus artistas favoritos e cobria viagens improváveis, como uma breve turnê com Jim Dandy Mangrum de Black Oak Arkansas. Rock Scene foi um dos primeiros defensores do glam e da cena punk.

## Jornalismo
Quando Loud se aposentou da música, ele se tornou um notável colunista de várias revistas, incluindo The Advocate, Details, Interview e Creem. Através do jornalismo e da força de personalidade, Loud permaneceu ativo em muitas cenas culturais durante a maior parte de sua vida adulta, dando palestras ocasionais sobre o impacto de An American Family na sociedade americana em faculdades de todo o país. Esteve presente no Andy Warhol Museum em Pittsburgh quando suas cartas de adolescente para Andy foram oficialmente inscritas no arquivo de Andy Warhol.
A família Loud foi mantida aos olhos do público por meio de duas atualizações da PBS na televisão, ambas filmadas pela equipe original vencedora do Oscar, Alan e Susan Raymond. O último, chamado Lance Loud! A Death in An American Family, foi uma representação comovente do declínio físico de Loud, desde um vício de 20 anos em metanfetamina e complicações do HIV. Foi exibido na PBS em janeiro de 2003.
Após a exibição de A Death in An American Family, Pat e Bill Loud voltaram a morar juntos, realizando um dos últimos desejos de seu filho mais velho. Eles moravam muito perto de três de seus quatro filhos sobreviventes na Califórnia, com exceção de Kevin, que morava fora do estado com sua família. Bill Loud morreu em 26 de julho de 2018 aos 97 anos. Pat Loud morreu em 10 de janeiro de 2021 aos 94 anos.

## Morte
Em 2001, Loud deu entrada no hospício Carl Bean, em Los Angeles, Califórnia, sofrendo de HIV e hepatite C. Percebendo que estava morrendo, Loud chamou os Raymonds de volta ao filme, expressando insatisfação com a forma como An American Family terminou e como os membros da família foram retratados nela. Seu desejo era que os Louds fossem retratados como a família que Loud sabia que eles eram. Enquanto estava sob cuidados paliativos, ele escreveu seu artigo final, "Musings on Mortality".
Em 22 de dezembro de 2001, Lance Loud morreu de insuficiência hepática causada por hepatite C e coinfecção pelo HIV. Ele tinha 50 anos.
Partes da reunião memorial de Loud no jardim do Chateau Marmont de Hollywood estão incluídas no documentário A Death in An American Family, incluindo homenagens de seus muitos amigos. Uma versão de "Over the Rainbow" foi cantada pelo amigo de Loud, Rufus Wainwright, acompanhado ao piano pela mãe de Wainwright, Kate McGarrigle.

## Legado
Em 2010, a HBO Films anunciou que estava realizando Cinema Verite, filme sobre a realização de An American Family. Thomas Dekker foi escalado para interpretar Loud. O filme estreou na HBO em 23 de abril de 2011.
Em 2012, a mãe de Lance escreveu um livro sobre sua vida chamado Lance Out Loud; foi editado por Christopher Makos, amigo de longa data de Lance, e publicado pela Glitterati Incorporated.

## Discografia
- Mumps: How I Saved the World (Sympathy for the Music Industry, 2005), antologia de gravações, com DVD de apresentações ao vivo. Loud foi o vocalista e co-compositor (com Kristian Hoffman) deste popular grupo pop/punk da era CBGB em Nova Iorque.